# Karriere
Ved en karriere forstås almindeligvis de uddannelser og stillinger på arbejdsmarkedet som en person har gennemgået i sit liv. Karriere kan også benyttes om en persons aktiviteter indenfor et afgrænset felt, f.eks. musikalsk karriere og sportslig karriere.
| Erhverv og erhvervsliv | Spire Denne artikel om erhverv, erhvervsliv og arbejdsmarked er en spire som bør udbygges. Du er velkommen til at hjælpe Wikipedia ved at udvide den. |